# Ambasada Franței în Republica Moldova
Ambasada Franței în Republica Moldova este misinea diplomatică a Republicii Franceze în Republica Moldova, avându-și sediul în Chișinău.

## Ambasadori
| Început | Sfârșit | Ambasador                |
| ------- | ------- | ------------------------ |
| 1992    | 1996    | Pierre Morel             |
| 1996    | 1999    | Serge Smessow            |
| 1999    | 2003    | Dominique Gazuy-Fromaget |
| 2003    | 2007    | Edmond Pamboukjian       |
| 2007    | 2011    | Pierre Andrieu           |
| 2011    | 2014    | Gérard Guillonneau       |
| 2014    | prezent | Pascal Vagogne           |